# Australymexylon australe
Australymexylon australe är en skalbaggsart som först beskrevs av Wilhelm Ferdinand Erichson 1842.  Australymexylon australe ingår i släktet Australymexylon och familjen varvsflugor. Inga underarter finns listade i Catalogue of Life.